# 急折百蕊草
急折百蕊草（学名：Thesium refractum）为檀香科百蕊草属下的一个种。